# Carina van Leeuwen
Carina van Leeuwen (Soesterberg, 18 juli 1959) is een Nederlandse schrijfster van thrillers en tevens politie-ambtenaar.

## Maatschappelijke loopbaan
Na haar opleiding forensisch onderzoek aan de Hogeschool van Amsterdam werkte Van Leeuwen als operatieassistente in verscheidene ziekenhuizen. In 1991 vervolgde Van Leeuwen haar loopbaan bij de politie Den Haag en werd daar een van de eerste vrouwelijke forensisch rechercheurs. Ze was betrokken bij enkele zaken die landelijk de aandacht trokken, te weten het team rond de Schiedammer parkmoord en het identificatieteam bij de ramp met Afriqiyah Airways-vlucht 771. Vanaf 2006 is ze werkzaam bij het coldcaseteam van de Amsterdamse politie.

## Schrijfster
Als schrijfster debuteerde ze in 2014 met het boek Vuurproef, in 2015 gevolgd door Koud Spoor en in 2016 door Nachtvlinder, de boeken zijn onderdeel van de serie Unit Plaats Delict. In de verhalen staat de wereld van forensisch rechercheur Renee Spaan centraal, en wordt het leven van de politiemensen op een alledaags politiebureau beschreven. De zaken zijn gebaseerd op de ervaringen van de auteur maar persoonsnamen en locaties zijn fictief. In 2015 werkte Van Leeuwen mee aan de bundel De laatste seconde en andere verhalen. In haar bijdrage beschrijft ze haar werk als forensisch rechercheur bij het coldcaseteam van de Amsterdamse politie.